# Brookside (Delaware)
|  | Dieser Artikel wurde aufgrund von inhaltlichen Mängeln auf der Qualitätssicherungsseite des Projektes USA eingetragen. Hilf mit, die Qualität dieses Artikels auf ein akzeptables Niveau zu bringen, und beteilige dich an der Diskussion! Eine nähere Beschreibung der zu behebenden Mängel fehlt. |

Brookside ist eine US-amerikanische Gemeinde im New Castle County im US-Bundesstaat Delaware. Das U.S. Census Bureau hat bei der Volkszählung 2020 eine Einwohnerzahl von 14.974 ermittelt.
Die Gemeinde liegt bei den geographischen Koordinaten 39,67° Nord, 75,72° West. Das Gemeindegebiet hat eine Größe von 10,1 km².